# Acanthocera fairchildi
Acanthocera fairchildi är en tvåvingeart som beskrevs av Julio Augusto Henriques och José Albertino Rafael 1992. Acanthocera fairchildi ingår i släktet Acanthocera och familjen bromsar. Inga underarter finns listade i Catalogue of Life.